# Sciurus aureogaster
Sciurus aureogaster är en däggdjursart som beskrevs av F. Cuvier 1829. Sciurus aureogaster ingår i släktet trädekorrar, och familjen ekorrar. IUCN kategoriserar arten globalt som livskraftig.

## Underarter
Inga underarter finns listade i Catalogue of Life, medan Wilson & Reeder (2005) skiljer mellan två underarter:
- Sciurus aureogaster aureogaster
- Sciurus aureogaster nigrescens

## Beskrivning
Pälsen är vanligen gråsprängd på ryggen med klart rödbruna sidor, skuldror och buk. Variationerna är emellertid många: Fläckar med annan färg kan förekomma på rygg, nacke och/eller bakdel, buken kan vara allt från vit, orange eller kastanjbrun. Gråfärgade individer med vit buksida förekommer också, liksom melanistiska (helsvarta) former. I det senare fallet dock oftast med en svag, röd nyans på bakdelens och ryggens underull. Längden varierar mellan 23 och 31 cm, exklusive svansen på 21,5 till 28,4 cm. Vikten varierar mellan 375 och 680 g; honans medelvikt är 562,5 g, hanens 591,7 g.

## Ekologi
Arten vistas i låglandet och i bergstrakter upp till 3 800 meter över havet. Sciurus aureogaster lever i nästan alla habitat med träd eller buskar. Den lever i lövfällande och städsegröna skogar, i buskskogar, i trädodlingar och i stadsparker. Individerna är dagaktiva med en inaktivitetsperiod mitt på dagen och lever främst ensamma.

### Föda och predation
De äter frukter från fikussläktet, mango, plommon, Manilkara zapota (tuggummiträd), skidor från ärtväxten Lysiloma latisiliqua, nötter, frön (bland annat från barrträd och majs) samt andra växtdelar.
I sitt ursprungsområde är rödlon den främsta predatorn. Populationen på Elliot Key i Florida har inga egentliga fiender förutom människan. Födokonkurrens är dock en begränsande faktor.

### Fortplantning
Boet byggs av löv och kvistar. Det ligger vanligen 5 till 15 meter över marken. I Mellanamerika lever arten både på marken och i träden, medan den introducerade populationen i Florida sällan syns annat än i träden.
Honor får vanligen en kull med 2 till 4 ungar under den torra perioden. Ungar av samma kull kan ha olika pälsfärg. På Elliot Key är kullstorleken vanligen endast 1 till 2. Begränsad tillgång till föda antas vara anledningen till den mindre kullstorleken.

## Utbredning
Denna ekorre förekommer från centrala Mexiko till Guatemala. En introducerad population finns på Elliot Key i Florida i USA.

## Bildgalleri

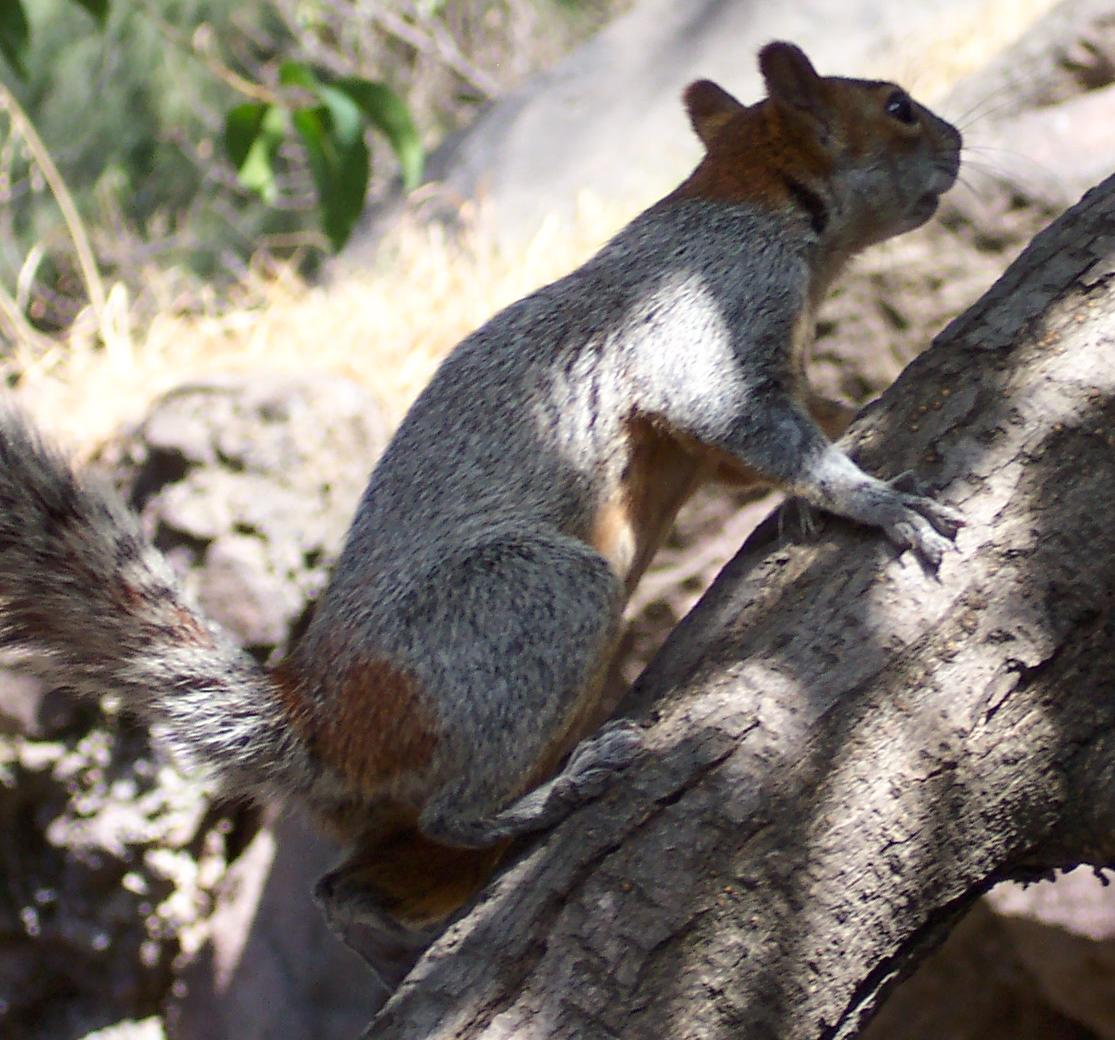
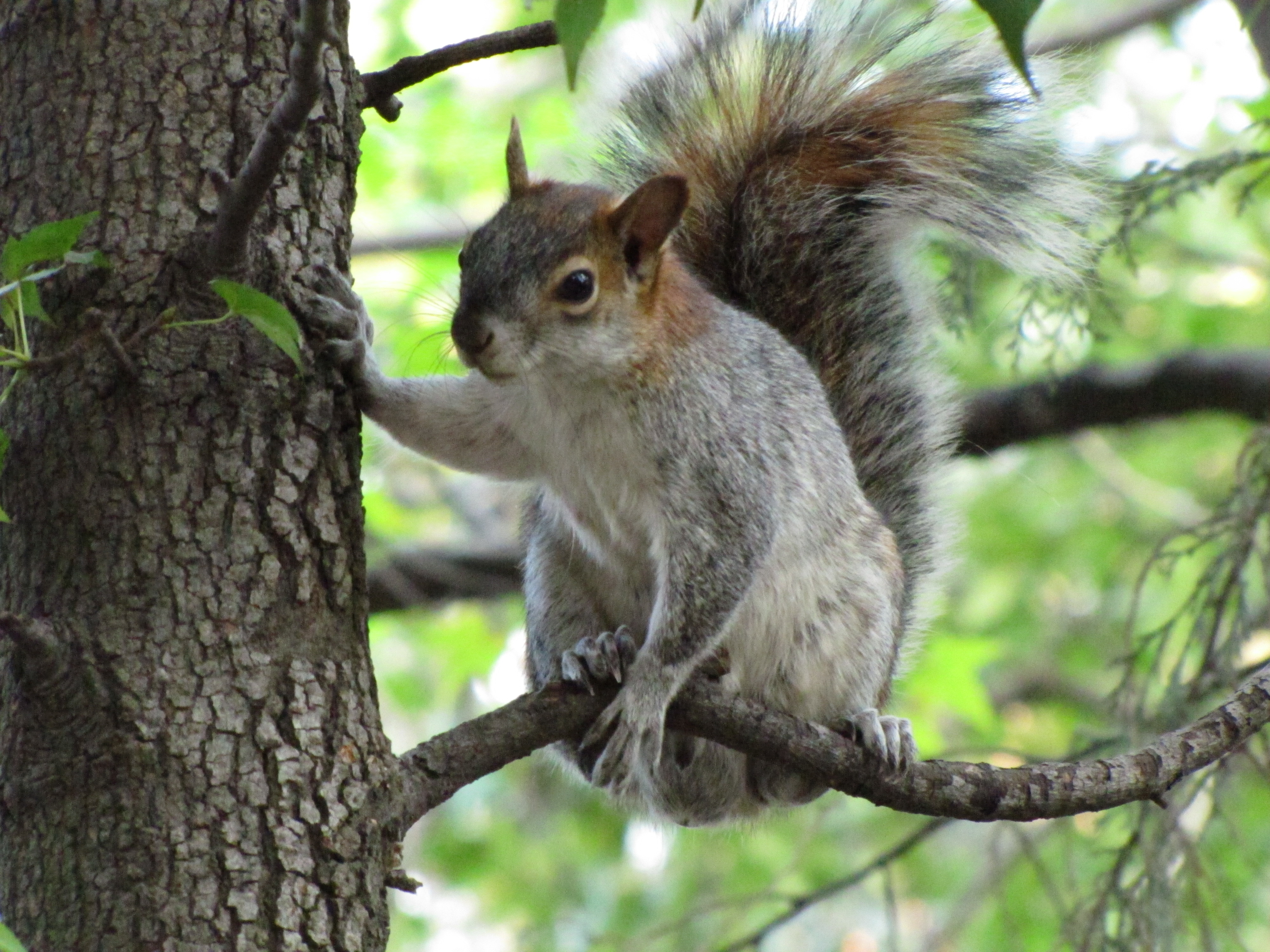